# Cratere Lollia
Lollia è un cratere sulla superficie di 4 Vesta.